# Hellmuth von Hase
Siegfried Hellmuth von Hase (* 30. Januar 1891 in Leipzig; † 18. Oktober 1979 in Wiesbaden) war ein deutscher Verleger und Mitinhaber des Verlagshauses Breitkopf & Härtel; außerdem war er finnischer Konsul.

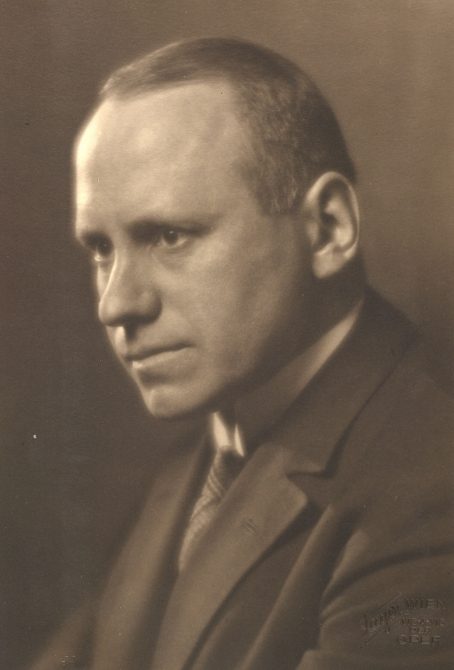
Aufnahme von Georg Fayer (1927)

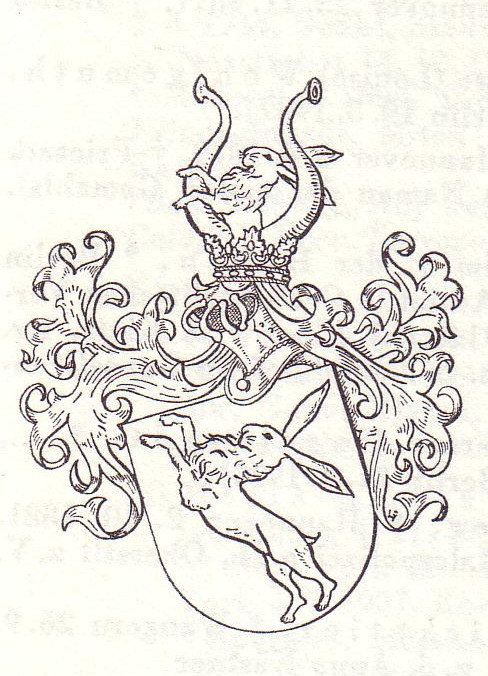
Das Wappen der Familie von Hase (1883)

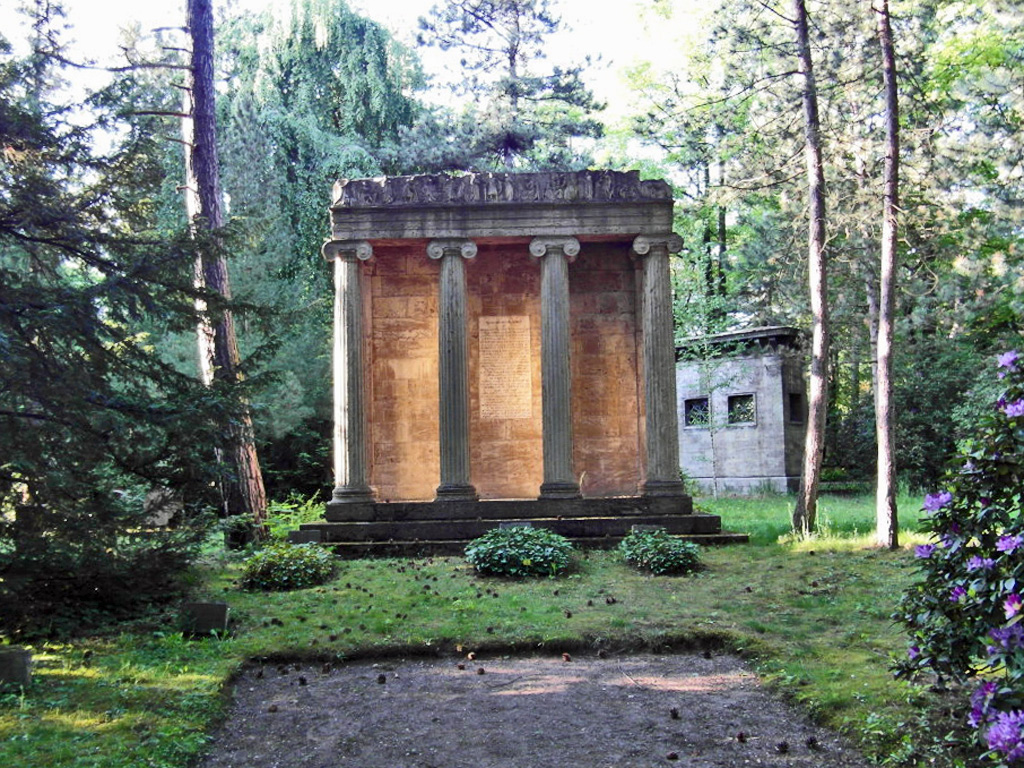
Grabstätte der Familie Oskar von Hase auf dem Südfriedhof in Leipzig

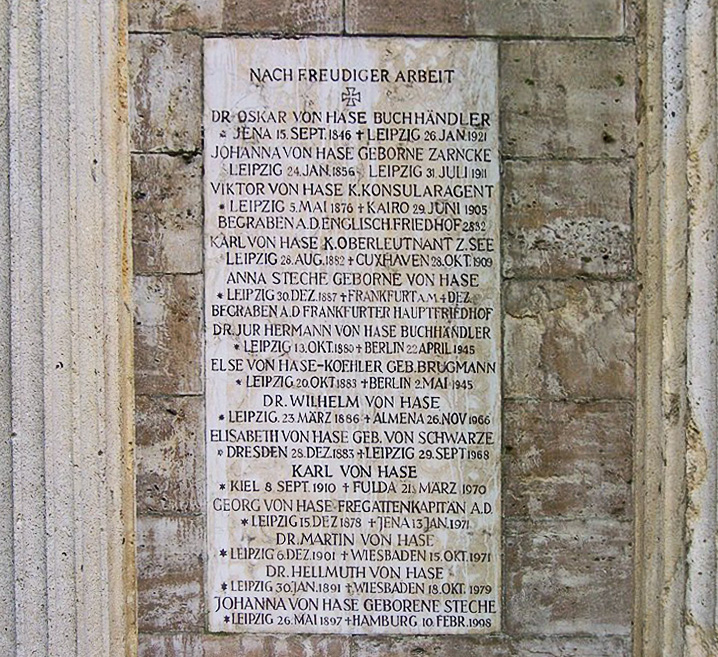
Grabinschrift für Hellmuth von Hase

## Familie
Er war der Sohn des großherzoglich sächsischen Geheimen Hofrats Dr. phil. Oskar von Hase (1846–1921), Verlagsbuchhändler und Chef des Musikverlags Breitkopf & Härtel in Leipzig, und der Johanna Zarncke (1856–1911). Vater Oskar erhielt die königlich sächsische Adelsanerkennung am 31. Mai 1912 in Dresden. Hase heiratete am 4. Juni 1920 in Leipzig Elisabeth Bierey (* 25. Juni 1898 in Pirna, Sachsen; † unbekannt in Wiesbaden), die Tochter des Oberst Rudolf Bierey und der Eleonore (Leonie) Jansen. Sein Großvater war der Theologe Karl von Hase (1800–1890), der 1831 Pauline Härtel geheiratet hatte, die Tochter des Verlegers Gottfried Christoph Härtel.

## Leben
Der promovierte Jurist Hase arbeitete seit 1919 im Leipziger Musikverlag Breitkopf & Härtel mit. Von 1927 bis 1933 war er Vorsitzender des Leipziger Vereins der Buchhändler, von 1929 bis 1935 auch Erster Schatzmeister im Börsenverein der Deutschen Buchhändler. Daneben war er bis 1933 Vorsitzender des Deutschen Musikalien-Verleger-Vereins.
Nach der „Machtergreifung“ der Nationalsozialisten unterschrieb er am 13. Mai 1933 anlässlich der Bücherverbrennung von im NS-Staat verfemten Autoren im  Börsenblatt für den Deutschen Buchhandel folgende Erklärung:
„Der Vorstand des Börsenvereins der Deutschen Buchhändler ist sich mit der Reichsleitung des Kampfbunds für deutsche Kultur und der Zentralstelle für das deutsche Bibliothekswesen darin einig geworden, daß die zwölf Schriftsteller Lion Feuchtwanger – Ernst Glaeser – Arthur Hollitscher – Alfred Kerr – Egon Erwin Kisch – Emil Ludwig – Heinrich Mann – Ernst Ottwalt – Theodor Plivier – Erich Maria Remarque – Kurt Tucholsky alias Theobals Tiger, Peter Panter, Ignaz Wrobel, Kaspar Hauser – Arnold Zweig für das deutsche Ansehen als schädigend zu erachten sind“.
Von 1939 bis 1941 leistete Hase als Major der Wehrmacht Kriegsdienst. 1943 gab er im Auftrag der Musikabteilung des Reichspropagandaministeriums das Jahrbuch der deutschen Musik heraus.
Nach dem Ende des Zweiten Weltkriegs verlegte Hase im Juni 1945 den Firmensitz des Breitkopf & Haertel-Verlages nach Wiesbaden. Von 1955 bis 1960 gehörte er dem Verlegerausschuss des Börsenvereins des Deutschen Buchhandels an. Daneben war er von 1954 bis 1967 als Vorsitzender des Fachausschusses für Ernste Musik im Vorstand des Deutschen Musikverleger-Verbandes tätig.

## Veröffentlichungen (Auswahl)
- Der kleine Köchel. Chronologisches und systematisches Verzeichnis sämtlicher musikalischen Werke von Wolfgang Amadé Mozart. Zusammengestellt auf Grund der 3., von Alfred Einstein bearbeiteten Auflage. Breitkopf & Härtel, Wiesbaden 1951.
- Die Kanon-Kanone (mit Gerd Sievers). Breitkopf & Härtel, Wiesbaden 1957.
- Breitkopf & Härtel. Gedenkschrift und Arbeitsbericht. Band 3: 1918–1968 (Leipzig 1918–1952, Wiesbaden 1945–1968). Breitkopf & Härtel, Wiesbaden 1968.